# 土岐頼武
土岐 頼武（とき よりたけ）は、戦国時代の大名で美濃国の守護大名である。土岐政房の嫡男で弟に頼芸、治頼、揖斐光親らがいる。別名の諱として政頼（まさより、「政」は父の偏諱であろう）、盛頼（もりより）が伝わる。次郎と称す。官位は修理大夫。妻は朝倉貞景の三女。子に頼純。

## 概要
土岐政房は家督を次男の頼芸に継がせようと考え、小守護代長井長弘が頼芸側に加わった。一方、守護代である斎藤利良は頼武を推したため、美濃国内は頼武派と頼芸派に分かれ、永正14年（1517年）12月27日、遂に両派の合戦となった。この合戦は頼武派が勝利したが、頼芸派は尾張に亡命していた前守護代斎藤彦四郎と連絡を取り、逆襲の機会を狙った。
永正15年（1518年）8月10日、再び両派の間で合戦が起こり、頼芸派が勝利、頼武は利良と共に利良の伯母の嫁ぎ先である越前朝倉氏のもとへ亡命した。この越前亡命中に朝倉貞景の娘と結婚したとされる。頼芸派は室町幕府に要請し、頼武の上洛を促す御内書を出してもらうことに成功したが、朝倉孝景（宗淳）はこれを無視した。
頼武の越前在国中も美濃は内乱状態にあり、永正16年（1519年）3月には垂井辺りで激戦が展開されている。同年6月16日に土岐政房が没すると、孝景は弟の景高に美濃出陣を命じる。7月、景高に率いられた3000の朝倉勢に護られて頼武は美濃に入国、9月14日の正木合戦、10月10日の池戸合戦に連勝して、遂に美濃守護になることに成功した。長井長弘は没落、彦四郎は失脚した（戦死とも）。
大永2年正月19日、多治見市の永保寺へ禁制を掲げている。この永保寺の禁制が前守護土岐政房と全く同文であることは、頼武が政房の政権を継承した守護職に就任していることを示している。
その後、頼武政権は一応の安定を見ていたが、大永5年（1525年）6月に至り、頼芸を奉じた長井長弘が再挙兵する。6月23日、岐阜茜部で合戦があり、守護代斎藤利茂ほか頼武政権の主だった人々は守護所福光館を脱出、館は長井勢に占領された。更に8月2日、長井氏支援のため、近江から浅井亮政の軍勢が美濃に侵攻、関ヶ原今須付近で土岐軍と合戦となった。頼武は武芸谷の汾陽寺にあって、救援を朝倉氏に求めた。朝倉氏はこれに応じ、朝倉宗滴が小谷城に出張り六角氏とも協力して浅井勢を牽制、更に朝倉景職の率いる軍勢が10月14日に稲葉山まで出兵した。内乱は大永7年（1527年）末には一段落するが、その後も政情不安は続き、享禄3年（1530年）、頼武は再び越前に逃れ、頼芸は翌年「濃州太守」と呼ばれるまでになる（実際にはまだ守護に就いていない）。
朝倉軍の援助で美濃入国を果たすと、頼武は山県郡大桑城に本拠を置き再び頼芸と対決する。6月、頼芸が父政房の17回忌法要を行って自らの正当性を主張したため、両者の対立は深まった。8月、修理大夫に任官、さらに権威付けのため奈良正倉院秘蔵の蘭奢待の切り取りを朝廷に申請、許可されている。8月17日、朝倉氏や六角氏の援兵とともに頼武軍は攻勢を開始、11月までの間、多芸郡・池田郡から岐阜・関に及ぶ広範囲で合戦が繰り広げられ、多くの神社仏閣が焼亡した。後に病に伏せて49歳で逝去した。

## 演じた俳優
- 仲谷昇 （国盗り物語、1973年版）
- 西田健（戦国乱世の暴れん坊 齋藤道三 怒涛の天下取り、1991年）
- 原田大二郎 （国盗り物語、2005年版）